# معين آباد (مقاطعة فسا)
معين‌آباد (بالفارسية: معین‌آباد) هي قرية تقع في Jangal Rural District في إيران. يقدر عدد سكانها بـ 73 نسمة .